# ベルガー BX110
ベルガー BX110
ベルガー BX110
- 用途：多用途ヘリコプター
- 設計者：ハンス・ベルガー（Hans Berger）
- 製造者：
- 初飛行：1974年6月3日
- 生産数：1機
- 運用状況：試作のみ

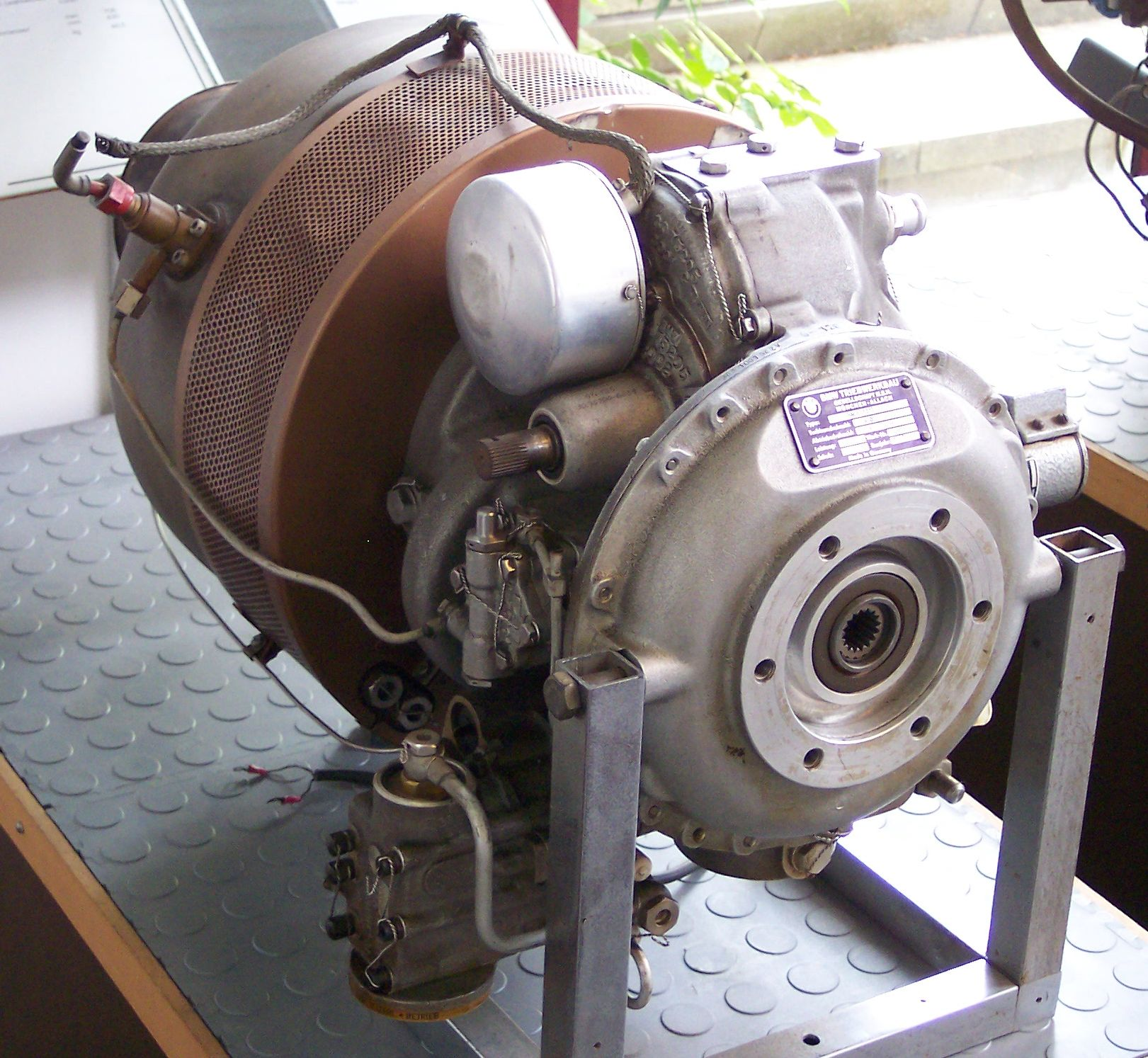
BMW 6012 ターボシャフト エンジン

ベルガー BX110は、 1970年代初めにスイスで製造された小型ヘリコプターの試作機である。

## 概要
ベルガー BX110の唯一の試作機（登録記号：HB-YAK）はスイスの企業家でヘリコプター販売業者であるハンス・ベルガー（Hans Berger）により製造された。本機は自動車用ロータリーエンジンを動力源としており1994年までスイスで民間機として登録されていた。BX110は操縦士と乗客が大きなアクリル樹脂製の風防の下で並列に座り、テールローターを鋼管ブームに装着した通常の軽ヘリコプターの形式であった。動力源と燃料タンクはキャビンの背後にあり、3枚ブレードの主回転翼は折り畳み式になっていた。元々の降着装置はスキッド式であった。
BX110は元々NSU・Ro80の自動車用ロータリーエンジンを搭載していたが、ベルガーは次に航空機用のBMW 6012 ターボシャフト エンジンを装着した。その次は再度自動車用のロータリーエンジン、今回はマツダ・RX-7から流用してきた。マツダのエンジンを搭載したときにBX110は降着装置を3車輪式に換装した。

## 要目
（最終仕様）
- 定員：乗員1 名、乗客1名
- 全長：6.05 m (19 ft 10 in)
- 全高：2.57 m (8 ft 5 in)
- 空虚重量：400 kg (880 lb)
- 全備重量：720 kg (1,590 lb)
- 主ローター直径：7.40 m (24 ft 3 in)
- 主ローター旋回面積：43.0 m² (463 ft²)
- エンジン：1 × マツダ・RX-7用 自動車エンジン、86 kW (115 hp)
- 最高速度：175 km/h (109 mph)
- 巡航高度：2,800 m (9,184 ft)
- 上昇率：4.0 m/s (790 ft/min)